# Parc national de Batang Gadis

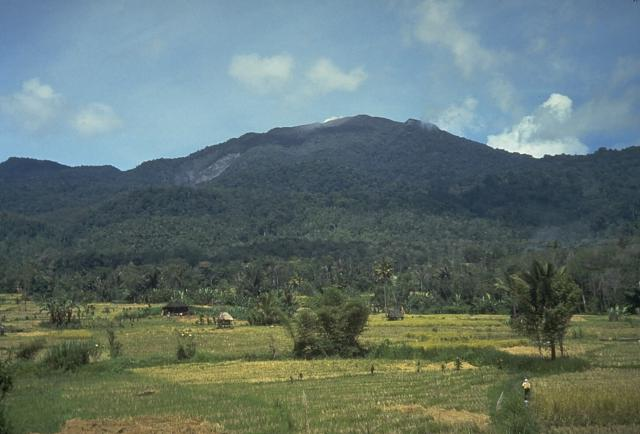
Le stratovolcan Sorikmarapi, point culminant du parc national de Batang Gadis à 2 145 m

Le parc national de Batang Gadis est un parc national d'Indonésie situé dans le kabupaten de Mandailing Natal, dans la province de Sumatra du Nord. Il a été créé en mai 2004 par le gouvernement du kabupaten, une première dans l'histoire des parcs nationaux indonésiens, jusque-là créés par le gouvernement central.
Le parc a une superficie de 108 000 hectares. Il abrite notamment le tigre de Sumatra, le rhinocéros de Sumatra, des éléphants, des tapirs.